# وولیتسا (شهرستان سانوک)
وولیتسا (به لاتین: Wolica) یک روستا در لهستان است که در استان پودکارپاتسکیه واقع شده‌است. وولیتسا ۸٫۸ کیلومتر مربع مساحت و ۲۰۰ نفر جمعیت دارد و ۲۵۰ متر بالاتر از سطح دریا واقع شده‌است.